# North American T-6 Texan

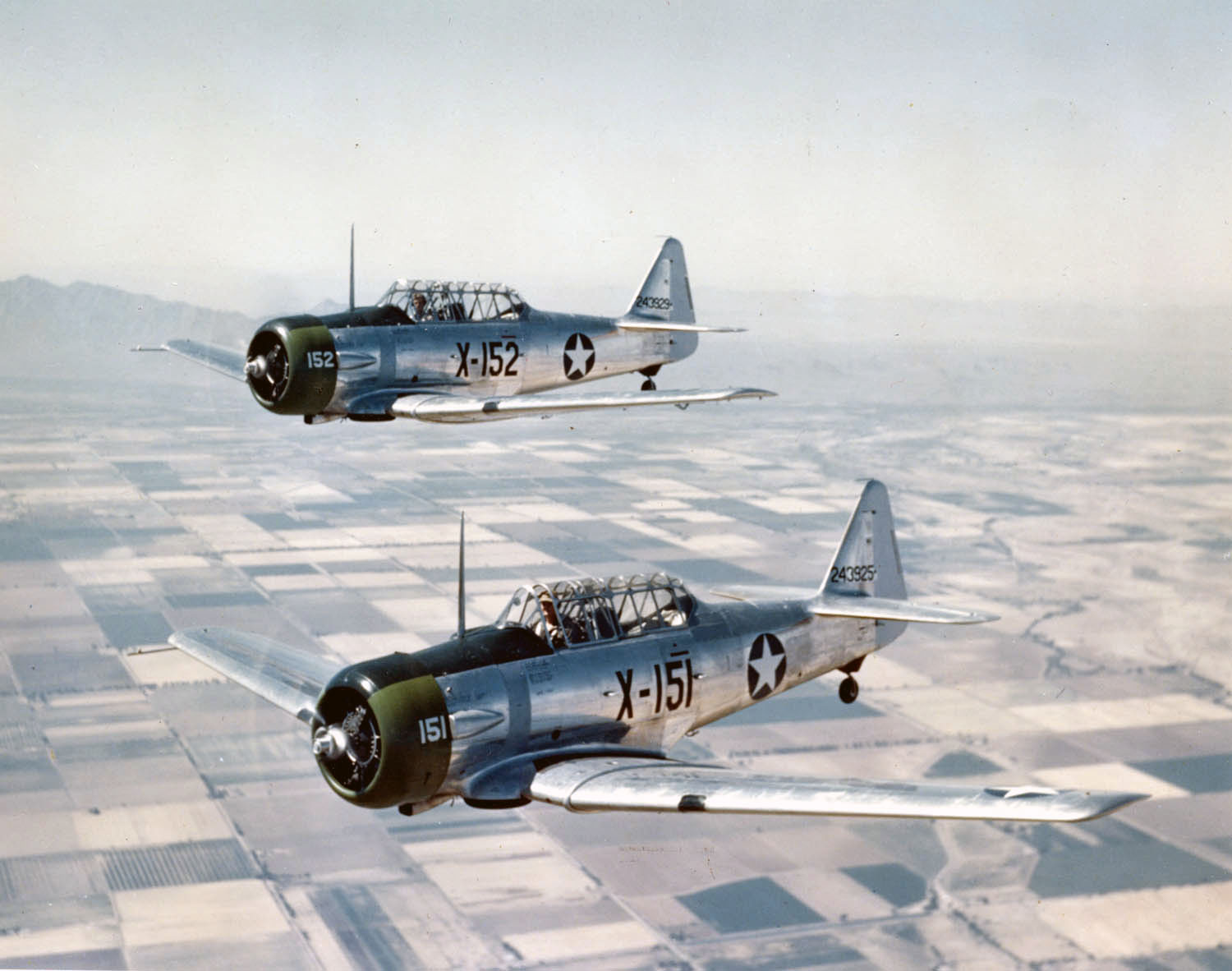
Twee T-6 Texan-toestellen boven Arizona in 1943

De North American T-6 Texan is een lesvliegtuig geproduceerd door het Amerikaanse bedrijf North American Aviation. Buiten de Verenigde Staten staat het bekend als de Harvard. De eerste vlucht was op 1 april 1935. Er werden in totaal 15.495 toestellen geproduceerd.
Het toestel werd ontwikkeld in de jaren '30 van de 20e eeuw en werd voornamelijk gebruikt tijdens de Tweede Wereldoorlog en de jaren '50. Het was een klassiek vliegtuig met stermotor. De Texan was het eerste geheel metalen trainingsvliegtuig met intrekbaar landingsgestel; de meeste trainingsvliegtuigen waren destijds nog tweedekkers, zoals de Tiger Moth, de Stearman Kaydet en de Stampe en Vertongen SV 4.
De T-6 Texan is een robuust en wendbaar toestel dat zich goed leent voor Aerobatics, en dus ook voor dogfight training. Tot in de jaren 1990 heeft de Harvard dienst gedaan als militair lestoestel. Talloze gevechtsvliegers over de gehele wereld hebben tijdens hun vliegopleiding les gehad in een T-6.

## Koninklijke Luchtmacht
Tussen 1946 en 1968 heeft de Koninklijke Luchtmacht 200 Harvard toestellen in dienst gehad voor de voortgezette opleiding. Ook werd het toestel vaak gebruikt door ex-vliegers met een grondbaan, vaak om hun uren vol te maken. De zoon van Jaap Eden, Majoor Eden, maakte hier op Soesterberg veelvuldig gebruik van.
De Harvard was nog tot maart 1971 in gebruik bij de Marine Luchtvaartdienst.

## Trivia

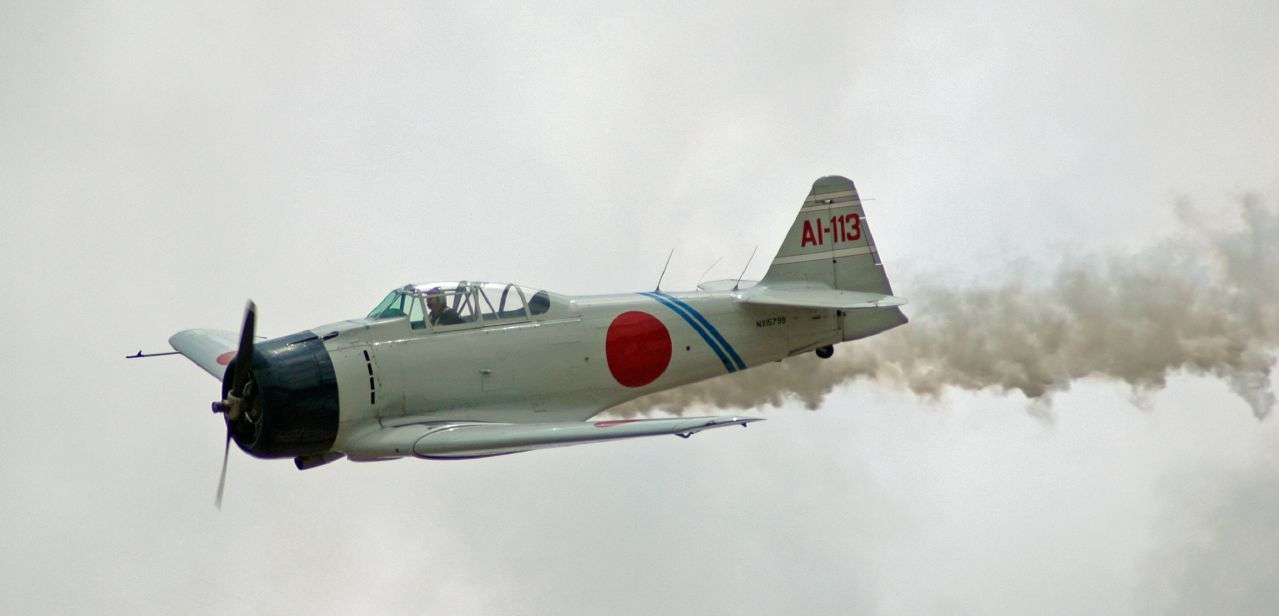
Een T-6 Texan voor filmopnames uitgemonsterd als een Japanse Zero

- In de film Tora! Tora! Tora! worden de Japanse Zero's voorgesteld door T-6'en.

## Specificaties

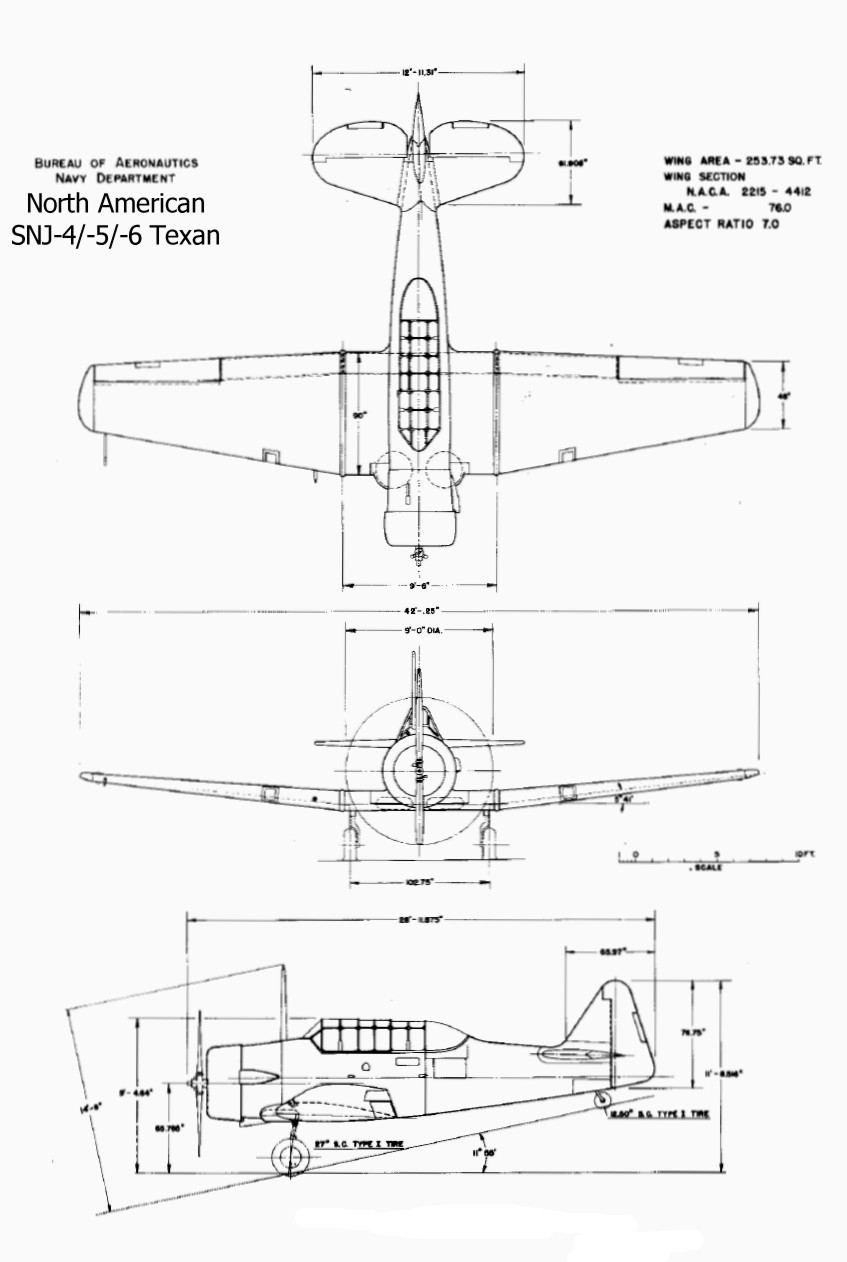
T-6F tekening met 3 aanzichten

- Fabriek: North American Aviation
- Type: T-6 Texan
- Rol: Militair trainingsvliegtuig
- Bemanning: 2 (leerling plus instructeur)
- Lengte: 8,80 m
- Spanwijdte: 12,80 m
- Vleugeloppervlak: 23,57 m²
- Leeggewicht: 1886 kg
- Maximum gewicht: 2540 kg
- Motor: 1 × Pratt & Whitney R-1340-AN-1 Wasp negencilinder stermotor, 600 pk (450 kW)
- Propeller: tweeblads
- Eerste vlucht: 1 april 1935
- Aantal gebouwd: 15.495 (1935-1952)

Prestaties:
- Maximumsnelheid: 340 km/u
- Kruissnelheid: 233 km/u
- Plafond: 7400 m
- Klimsnelheid: 6,1 m/s
- Vleugelbelasting: 108 kg/m²
- Vliegbereik: 1170 km

Bewapening:
- Voorbereid op maximaal 3 x 7,62 mm machinegeweren